# Ratpenat elegant
El ratpenat elegant (Myotis elegans) és una espècie de ratpenat de la família dels vespertiliònids que es troba a Belize, Costa Rica, El Salvador, Guatemala, Hondures, Mèxic i Nicaragua. Habita els boscos de plana, perennes o caducifolis, i les clarianes. És una espècie en risc mínim, és a dir, no sembla que hi hagi cap amenaça significativa per a la seva supervivència.